# Rufisque
Rufisque est une ville du Sénégal, chef-lieu du département de Rufisque, dans la région de Dakar. Sa population était de 490 694 habitants lors du recensement de 2013.

## Géographie
Rufisque, une ville sise sur la presqu'île du Cap-Vert, s'étend à une distance de 25 km vers l'est de Dakar, jouant ainsi le rôle de la "porte sud" de l'agglomération dakaroise.
À proximité de Rufisque se trouvent plusieurs localités, notamment Diorga, Ndeunkou, Thiokho, Thiawlène, Médine, Cité Filao, Keury Souf, Guendel, Dangou, Gouye Mourides, Diamaguéne, Kheury Kaw, Diokoul, Colobane, Fass Nimzath, Darou Salam, Mérina, Ndar gou ndaw, Santa yalla, Santhiaba, Gouye Adiana, Cité Serigne Mansour, HLM Rufisque (NDEFFANE), et darou rahmane Cite Sir.
La ville de Rufisque est divisée en trois communes : Est, Ouest et Nord. Le département dans lequel elle est située compte quant à lui douze communes.

## Géologie

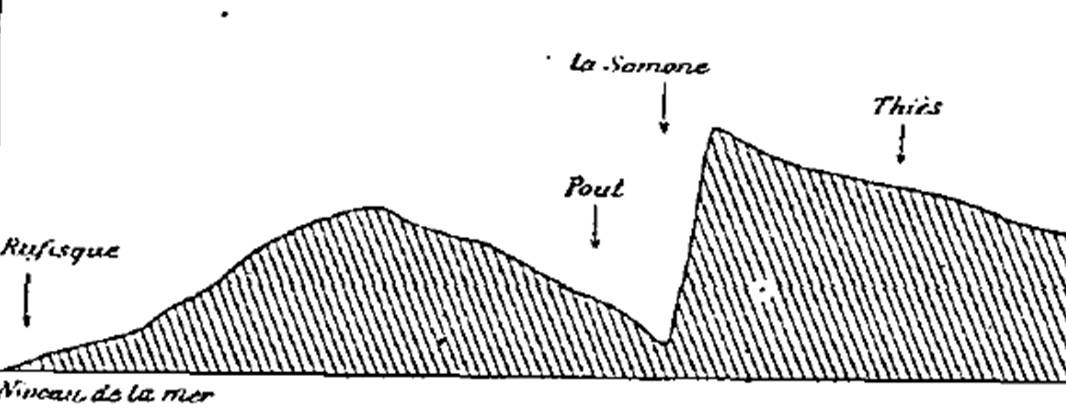
Coupe schématique de Rufisque à Thiès.

La géologie de la région de Rufisque est liée au volcanisme du Cap-Vert, d’âge miocène à pléistocène. 

## Transports

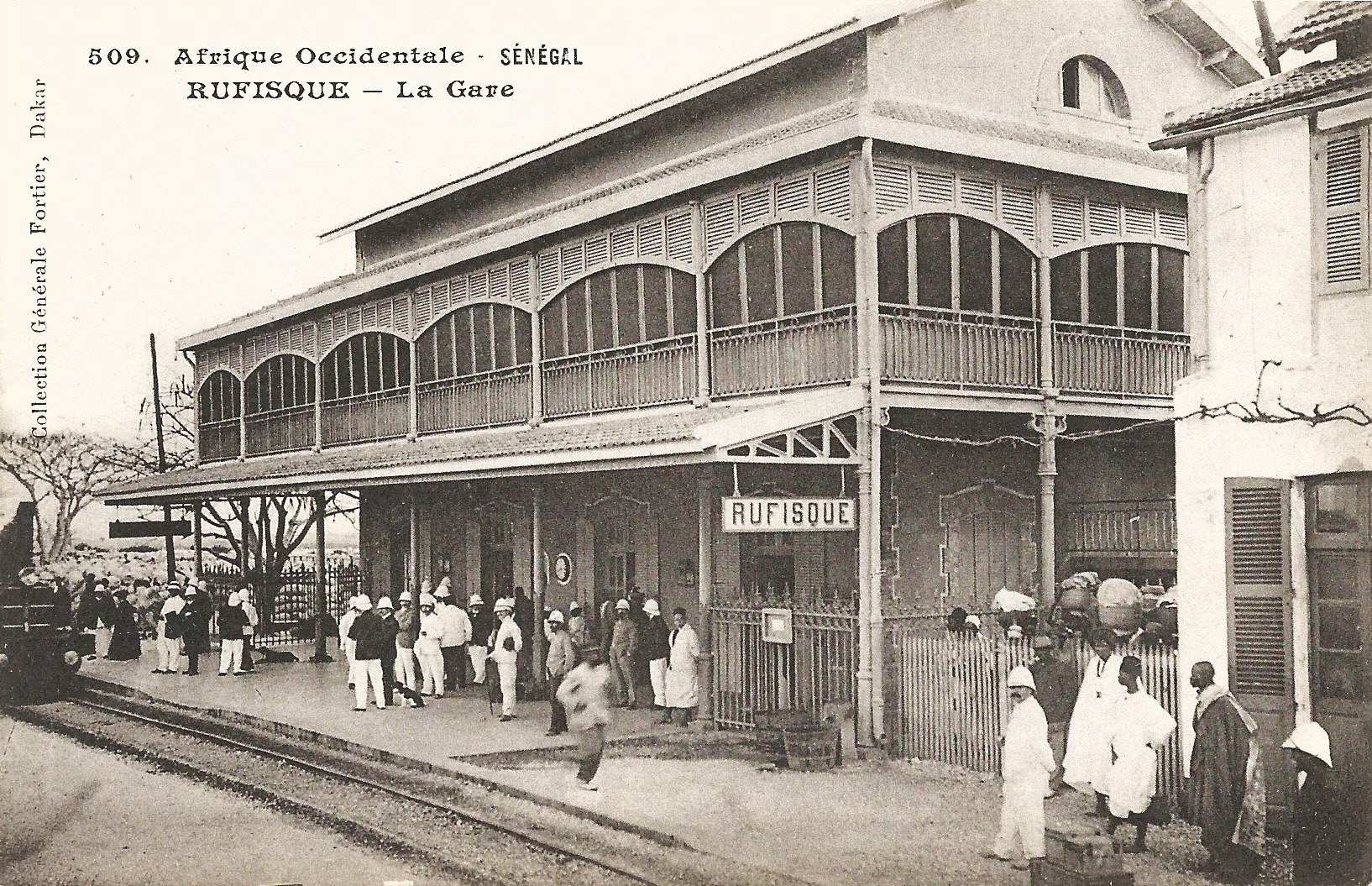
La gare durant l'ère coloniale.

Une voie ferrée destinée au transport express régional est en cours de réalisation entre la ville de Dakar et l'Aéroport international Blaise-Diagne (AIBD). Ce projet inclut la modernisation de la gare de Rufisque, édifice hérité de l'époque coloniale, qui sera ainsi rénovée afin de s'inscrire dans le cadre de cette nouvelle infrastructure de transport.

## Histoire

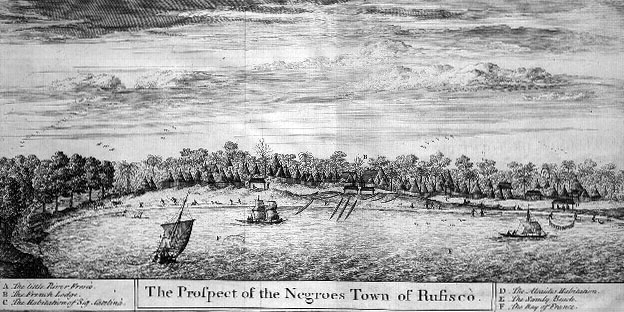
Représentation de Rufisco en 1732.

L'origine historique de la ville remonte au XVIe siècle, avec la fondation du village de pêcheurs connu sous le nom de Teung-Guedj. D'ailleurs, en wolof, la ville est désignée sous le nom de Tëngéej.
Initialement établie comme un comptoir portugais, la localité fut appelée Rufisco, bien que l'étymologie exacte de ce toponyme demeure sujette à controverse. Il pourrait dériver de "rio fresco" (rivière fraîche), "refresco" (havre de fraîcheur), ou encore de "rio fusco" (rivière noire).
En juin 1880, avant même l'élévation de Dakar au statut de commune en 1887, et après les établissements de Gorée en 1849 et de Saint-Louis, la ville de Rufisque fut érigée en commune mixte par la France, à une époque où le Sénégal était sous domination coloniale française. Les habitants de Rufisque se virent alors conférer la citoyenneté française, conformément au statut des Quatre communes.
Au cours de la Seconde Guerre mondiale, en septembre 1940, eut lieu un débarquement des forces Alliées à Rufisque dans le cadre de l'opération Menace, visant à rallier Dakar et l'Afrique-Occidentale française à la cause de la France libre dirigée par le général de Gaulle. Cette tentative échoua, et deux membres des Forces françaises libres furent tués à Rufisque par les défenseurs restés loyaux au régime de Vichy.

## Population
Lors des recensements de 1988 et 2002, la population de Rufisque s'élevait respectivement à 142 340 et 143 281 habitants. 
Selon les estimations officielles à la fin de l'année 2007, la population totale de Rufisque était de 162 056 personnes. Cette population était répartie entre les différentes entités administratives de la région, avec 60 749 habitants pour Rufisque Est, 37 634 pour Rufisque Ouest et 63 673 pour Rufisque Nord.

## Politique et administration
La localité en question est intégrée à l'arrondissement de Rufisque, et elle relève du département de Rufisque, situé dans la région de Dakar.
Similairement à Dakar, Pikine et Guédiawaye, Rufisque a été subdivisée en communes d'arrondissement, conformément au décret numéro 96-745 du 30 avril 1996. Ces arrondissements sont désignés sous les appellations de Rufisque Est, Rufisque Ouest et Rufisque Nord.

## Les maires depuis 1881
La ville est dirigée par un conseil municipal de 76 membres élus. Depuis 2022, le nouveau maire est Dr Omar Cissé. 
Liste des Maires de Rufisque :
- 1881 - 1882 : Pierre Bois
- 1882 - 1885 : Paul Siamois
- 1887 - 1891 : Jean-Jacques Lamartiny
- 1892 - 1900 : Joseph Gabard
- 1900 - 1904 : Aly Gaye
- 1904 - 1910 : Antoine Macou
- 1911 - 1919 : Gabriel Scorpit

- 1919 - 1923 : Galandou Diouf
- 1925 - 1929 : Maurice Gueye (1er mandat)
- 1928 - 1932 : Ibra Seck
- 1936 -1945 : Ousmane Socé Diop (1er mandat)
- 1945 - 1960 : Maurice Gueye (2e mandat)
- 1960 -1964 : Ousmane Socé Diop (2e mandat)
- 1984 -1987 : Mamadou Coral Fall
- 1987 - 2002 : Mbaye Jacques Diop
- 2002 - 2009 : Ndiawar Touré
- 2009 - 2014 : Badara Mamaya Séne
- 2014 - 2022 : Daouda Niang
- depuis 2022 : Omar Cissé

## Économie

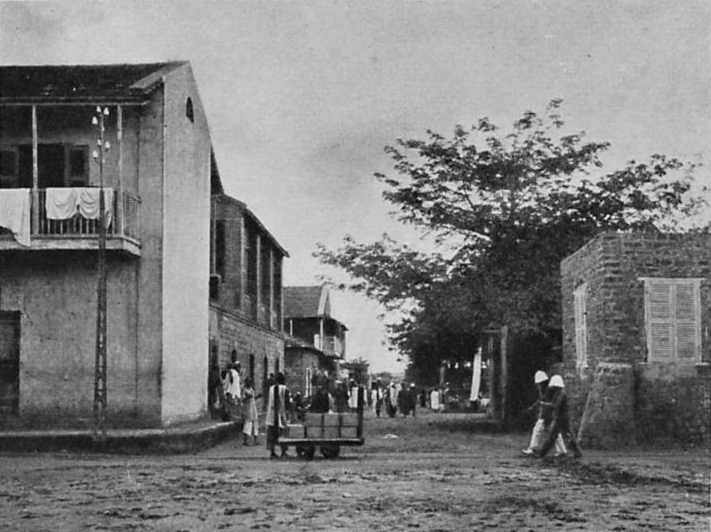
« La ville de l'arachide » (1912).

Rufisque a longtemps arboré le titre de capitale de l'industrie arachidière, bénéficiant d'une renommée pour son huile, La Rufisquoise. Autrefois, elle occupait le rang de principal port du Sénégal, jusqu'à ce que Dakar prenne son essor.
Actuellement, les opportunités d'emploi se diversifient avec la présence de filatures, d'une cimenterie, d'une usine Valda, ainsi que d'une industrie de la chaussure en plastique, représentée notamment par Bata. Les secteurs des services et du tourisme contribuent également à l'économie locale.
Durant la saison des pluies, des inondations peuvent survenir, souvent provoquées par de fortes précipitations conjuguées à la montée des eaux. Ce phénomène a valu à la ville le surnom évocateur de « petite Venise du tiers-monde ».

### Entreprises

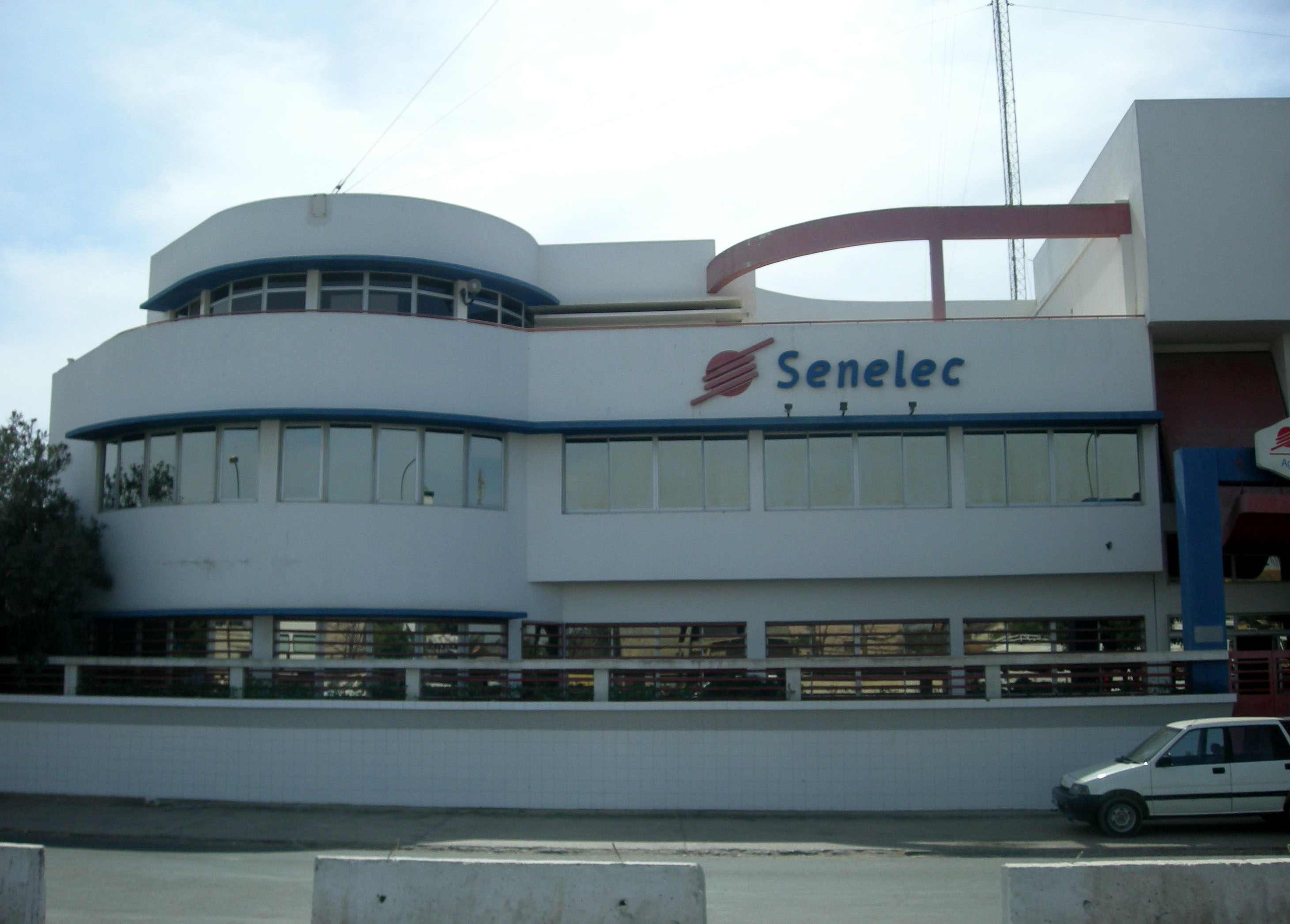
Bâtiment de Senelec.

À Rufisque, une variété d'entreprises prospèrent, parmi lesquelles figurent VALDAFRIQUE, SOCOCIM et BATA.
VALDAFRIQUE, présente au Sénégal depuis 1942, est une entité de Valdafrique Laboratoires Canonne spécialisée dans la fabrication et la commercialisation d'une large gamme de produits d'hygiène et de santé. Cette gamme englobe trois principaux domaines : insecticides, confiserie et pharmacie, et elle comprend des marques telles que YOTOX, VALDA, VEGEBOM, SALVATIS et RICQLES. En outre, VALDAFRIQUE est également active dans la production de gommes solubles.
L'usine Médicaments du Sénégal (Médis), qui était en difficultés financières en janvier 2020, est en cours de réouverture,,.

### Banques

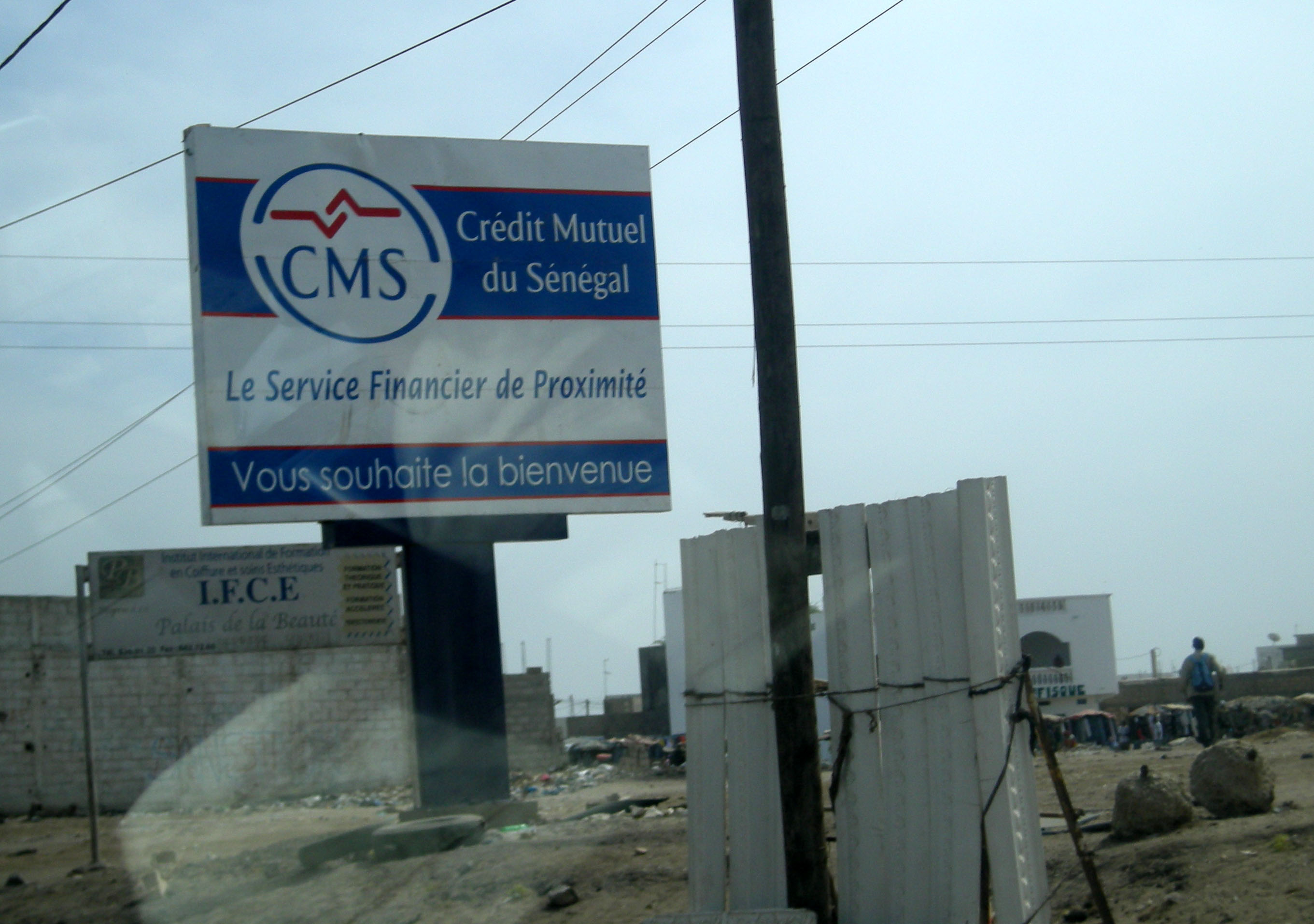
Publicité pour le Crédit mutuel du Sénégal.

Trois antennes bancaires du territoire ont été établies le long de la route nationale. Il s'agit de la BICIS BNP Paribas ainsi que de la SGBS, Société sénégalaise de banque, une filiale de la Société générale basée en France. Ces deux institutions bancaires proposent des terminaux de distribution automatique de billets afin de permettre les opérations de retrait bancaire. En outre, deux filiales du Crédit mutuel sénégalais sont également présentes dans cette localité.

## Culture et patrimoine
La ville de Rufisque présente un héritage culturel remarquable, largement façonné par la tradition des lébous. Ces derniers, principalement des pêcheurs de profession, voient leur mode de vie centré sur l'océan et la récolte des produits de la mer. Les rituels de Ndeup perdurent sur les rives maritimes, malgré la prépondérance de l'islam dans la région. Les côtes de Rufisque étaient autrefois occupées par les socés, avant l'arrivée des lébous. Ces deux groupes ethniques ont maintenu une connexion profonde avec leurs croyances mystiques ancestrales. Par conséquent, bien que l'islam soit la religion prédominante de nos jours, les pratiques rituelles ancestrales demeurent préservées au sein des foyers de la communauté léboue.

## Personnalités nées ou liées à Rufisque
- Pape Bouba Diop, footballeur, international Sénégalais
- El Hadj Ibrahima Sakho, chef religieux
- Awa Diop, questeur à l'Assemblée nationale du Sénégal, présidente des femmes du Parti démocratique sénégalais (PDS)
- Abdoulaye Diagne Faye, footballeur international sénégalais
- Ousmane Socé Diop, ancien maire
- Mbaye Jacques Diop, ancien président du CRAES, ancien maire de Rufisque
- Abdoulaye Khouma Keita, footballeur
- Guirane N'Daw, footballeur
- Boubacar Joseph Ndiaye, ancien conservateur de la Maison des Esclaves à l'île de Gorée
- Mariama Ndoye, femme de lettres
- Moustapha Niang, basketteur
- Abdoulaye Sadji, romancier
- El Hadj Ibrahima Sall, économiste et homme politique
- Mamadou Seck, footballeur
- Ousmane Seck, homme politique
- Thierno Youm, footballeur, ancien international
- Balla Dièye, ancien maire de la commune d'arrondissement de Rufisque-Est, conseiller à la ville de Rufisque
- Cheikh Ndoye, footballeur professionnel
- Diouma Dieng Diakhaté, styliste et femme politique
- Alioune Samba, chef d'état-major des Sapeurs-pompiers
- Ismaël Lô, chanteur
- Souleymane Faye[7], chanteur
- Ouza Diallo[8], chanteur
- Khar Mbaye Madiaga[9], chanteuse
- Gorgui Ndiaye[10], chanteur
- Pape Fall[11], chanteur
- Ndiouga Dieng (en)[12], chanteur

#### Fiction
- Jean-Richard Bloch, Première journée à Rufisque (roman), Les Cahiers nouveaux 22, éd. du Sagittaire, 1926 (première édition).
- Mariama Ndoye Mbengue, La Légende de Rufisque (littérature enfantine), Abidjan, CEDA, 1997  (ISBN 2863942379).

#### Essais
- « Rufisque, mission centenaire », Horizons africains, n° 145, décembre 1962, p. 6-8 (historique de la mission catholique)
- Moussa Badiane, Histoire économique et sociale de Rufisque de 1925 à 1945, Dakar, université Cheikh Anta Diop, 1989, 139 p. (Mémoire de Maîtrise)
- Ndiouga Adrien Benga, L’évolution politique économique de Rufisque de 1924 à 1960, Dakar, université Cheikh Anta Diop, 1989, 214 p. (Mémoire de Maîtrise)
- Ndiouga Adrien Benga, Gestion urbaine et viabilité des centres secondaires du Sénégal : l’exemple de Rufisque (1930-1980), Dakar, Université Cheikh Anta Diop, 1990, 78 p. (Mémoire de DEA)
- Adama Diouf, L’éducation des filles dans les quatre communes fin du XIXe-1920. Le cas de Rufisque, université de Dakar, 1998, 103 p. (Mémoire de Maîtrise)
- Mamadou Diouf, Rufisque : des villages "lebu" à la ville européenne, Paris, université Paris-I, 1976, 106 p. (mémoire de maîtrise)
- Alain Dubresson, L'Espace Dakar-Rufisque en devenir : De l'héritage urbain à la croissance industrielle, ORSTOM, 1979, 371 p.
- ENDA-RUP, Participation communautaire à la gestion de l'environnement urbain à Rufisque (Sénégal). Le PADE (processus d'Amélioration Durable de l'Environnement), ENDA, 1997, 29 p.
- IAGU/ENDA-RUP, Profil environnemental de la ville de Rufisque, CNUEH Habitat et Ville de Rufisque, Rapport final, Dakar, 2000, 67 p.
- Cheikh Tidjane Mbaye, La vie politique à Rufisque (1958-1964), Université de Dakar, 1982, 88 p. (mémoire de maîtrise)
- ONAS-GPG, Étude du plan directeur d'assainissement de la ville de Rufisque, Rapport Missions 1 et 2, Dakar, 2002, 250 p.
- Jean-Claude Pinson, Rufisque. Étude de géographie urbaine, Paris, Université de Paris, 1964, 241 p. (Diplôme d’Études Supérieures)
- Ibrahima Thiam, La vie politique à Rufisque de 1945 à 1958, Université de Dakar, 1983, 100 p. (mémoire de maîtrise)
- Guy Thilmans et N. I. de Moraes, « La "gouvernante" de Rufisque (1664-1697) », Notes africaines, 1973, n° 138, p. 36-39
- Ibrahima Sy, « La gestion de la salubrité dans la ville de Rufisque, révélatrice de frontières intra-urbaines ? », Jean-Luc Piermay et Cheikh Sarr (dir.) , La ville sénégalaise. Une invention aux frontières du monde, Paris, Karthala, 2007, 248 p.  (ISBN 978-2-84586-884-7)
- Mamadou Wade, La Gestion des ordures ménagères à Rufisque, Compiègne, université technologique de Compiègne, rapport de fin d'études, 1995, 34 p.